# Golders Green (stacja metra)
Golders Green – naziemna stacja metra londyńskiego położona w dzielnicy Barnet. Leży na trasie Northern Line. Została otwarta w roku 1907 i aż do 1923 stanowiła kraniec linii. W 1950 była ostatnią stacją Northern Line, na której sygnalizacja elektryczna zastąpiła tradycyjne semafory. Obecnie korzysta z niej ok. 7,6 mln pasażerów rocznie. Należy do trzeciej strefy biletowej.

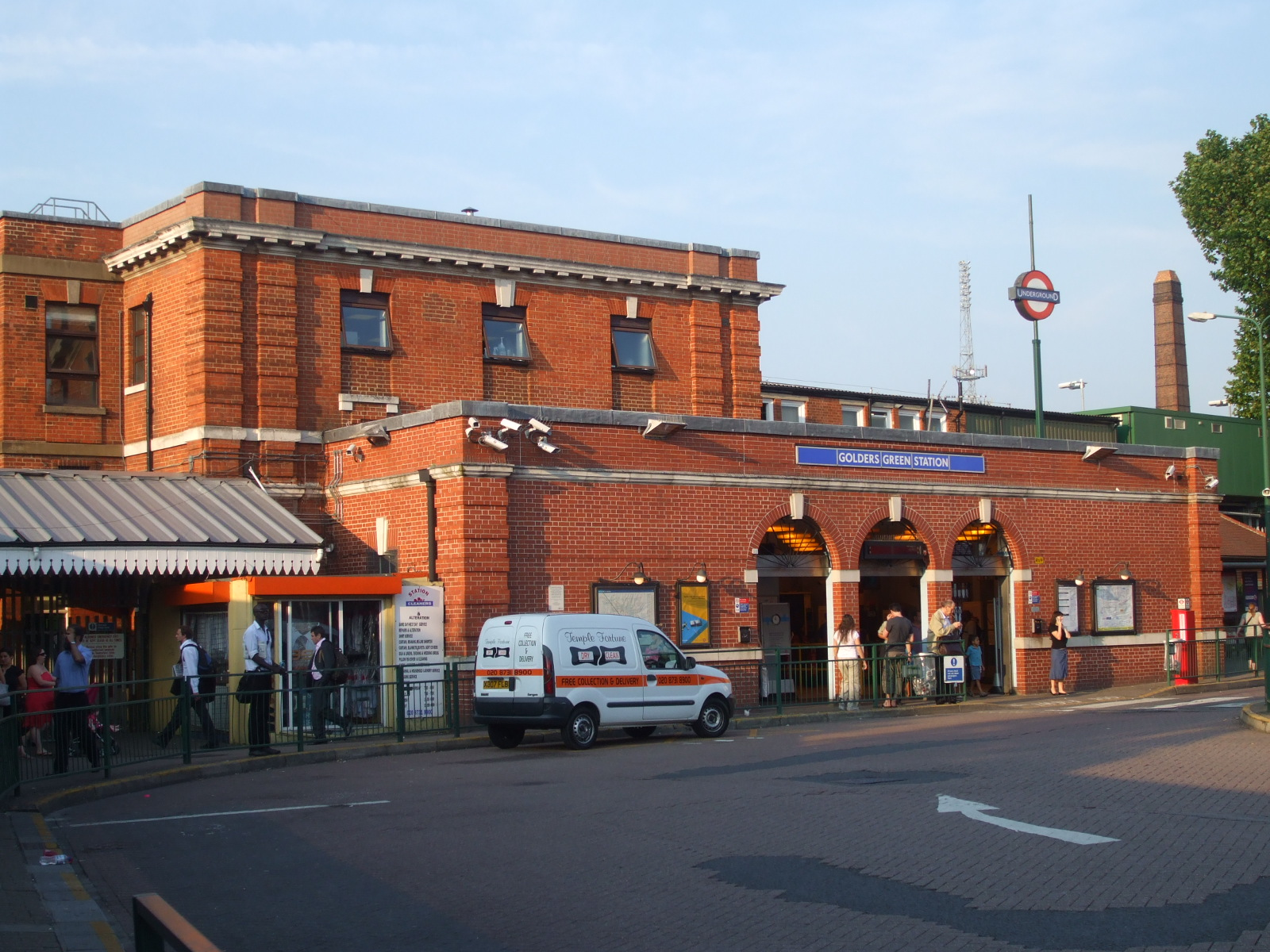
Budynek stacji